# Camillina galapagoensis
Camillina galapagoensis är en spindelart som först beskrevs av Banks 1902.  Camillina galapagoensis ingår i släktet Camillina och familjen plattbuksspindlar. Inga underarter finns listade.